# Piznanka, Huseatîn
Piznanka (în ucraineană Пізнанка) este o comună în raionul Huseatîn, regiunea Ternopil, Ucraina, formată numai din satul de reședință.

## Demografie
Componența lingvistică a comunei Piznanka
     Ucraineană (100%)
Conform recensământului din 2001, toată populația comunei Piznanka era vorbitoare de ucraineană (100%).

## Legături externe
- pl Poznanka 1.) P. Hetmańska în Dicționarul geografic al Regatului Poloniei și al altor țări slave, volum VIII (Perepiatycha — Pożajście) 1887